# Lodewijk Schelfhout

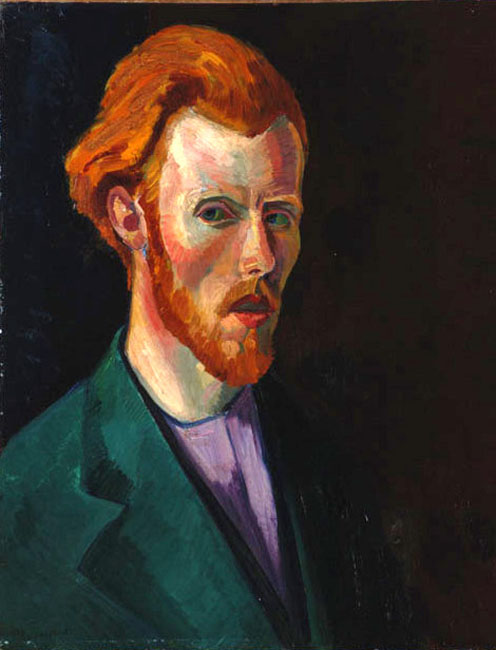
Zelfportret, 1909

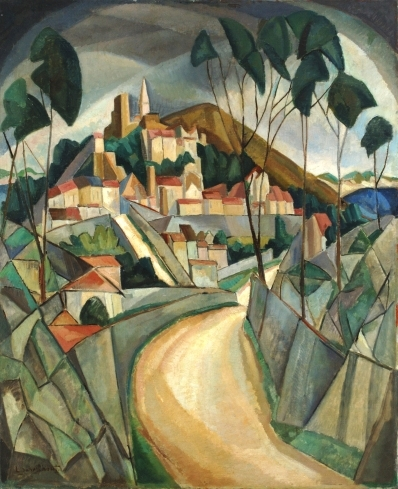
Les Angles, 1912

Lodewijk Schelfhout (Den Haag, 23 augustus 1881 – Amstelveen, 5 november 1943) was een Nederlands kunstschilder en grafisch kunstenaar. Daarnaast heeft hij gewerkt als keramist, edelsmid, glasschilder en meubelontwerper.

## Leven
Lodewijk, ook Louis, Schelfhout werd geboren als vierde zoon van Henri Schelfhout (1838-1910) en Ange Mara Picnot. Zijn grootvader Andreas Schelfhout (1787-1870) was een bekend landschapsschilder. Lodewijks moeder genoot bekendheid als de ontwerpster van de doopjurk van prinses Wilhelmina. In Haarlem bezocht Lodewijk de kunstnijverheidsschool. In 1900 vertrok hij naar Duitsland waar hij als huisschilder en als pianist (in de avonduren) voorzag in zijn levensonderhoud. Toen hij terugkeerde werkte hij als kunstschilder in de werkplaats van Theophile de Bock. In 1903 vertrok hij naar de wijk Montparnasse in Parijs. In Parijs ging hij om met verscheidene kunstenaars: Piet Mondriaan, Conrad Kickert, Peter Alma, Jacoba van Heemskerck, Henri Le Fauconnier, Auguste Herbin, Fernand Léger en Albert Gleizes. In 1913 keerde Lodewijk Schelfhout terug naar Nederland en ging in Hilversum wonen. Hij trouwde in 1914 met de filosofe Albertine van der Meulen. In 1927 werd hij rooms-katholiek.

## Werk
Lodewijk Schelfhout hield van het werk van Paul Cézanne en Vincent van Gogh. Hij is een van de eerste Nederlandse schilders die beïnvloed werd door het kubisme, vooral onder invloed van Henri Le Fauconnier.
Schelfhout stond aan de wieg van de Moderne Kunstkring (Amsterdam) in 1910 opgericht door Conrad Kickert. Tijdens de eerste tentoonstelling van deze kring in het najaar van 1911, hing Schelfhouts werk bij het ultramoderne 'Franse' kubisme en bij de overige nieuwste Nederlandse kunst. Schelfhout entameerde Piet Mondriaan om naar Parijs te komen om daar de nieuwste artistieke ontwikkelingen te volgen. Mondriaan trok enige tijd in bij Schelfhout die inmiddels in een atelierhuis van Kickert woonde. In 1912 verhuisden beiden naar een ander ateliercomplex van Kickert: Rue du Départ 26, Montparnasse. De Moderne Kunstkring hield slechts enkele jaren stand. Schelfhout, Gestel, Sluijters en Mondriaan keerden zich er uiteindelijk vanaf en ieder ging zijn eigen weg.Schelfhout gaf schilderlessen en radiolezingen over kunsthistorie en bezat enkele jaren een eigen kunstzaal in Amsterdam. Chris Enthoven was een leerling van hem. Na 1913 veranderde Schelfhout drastisch van thema en werkwijze. Het kubisme liet hij achter zich en zowel meer symbolistisch, als religieus werk trad naar voren. Ook gaf hij het door hem zo geliefde Zuid-Europese landschap graag romantisch weer. De droge naald verving steeds meer zijn penseel en uiteindelijk werd Schelfhout een gewaardeerd graficus.
Onderwerpen in zijn werk zijn: bomen, landschappen, naaktfiguren, portretten, religieuze voorstellingen en stillevens. Voor de uitgeverijen Van Loghum Slaterus, Romen en C.A.J. van Dishoeck ontwierp hij ook boekbanden. Na 1920 werd de Rooms-Katholieke Kerk een belangrijke opdrachtgever. Hij heeft diverse kruiswegstaties, altaarpanelen, communiebanken, preekstoelen en gebrandschilderde ramen ontworpen en hij maakte vele droge naalden met Bijbelse thema's. Hij ontwierp tevens gebrandschilderde ramen voor de kapel van de Ludgerus Kweekschool te Hilversum, thans onderdeel van de EO-studio's en voor de Vredeskerk te Amsterdam. Voor een nader inzicht in zijn leven en werk zie de biografie geschreven door kunst- en cultuurwetenschapper Lisette Almering-Strik (MA), getiteld 'Lodewijk Schelfhout, Nederlands eerste kubist'(Waanders, 2018).
In 2018 vond een Schelfhout-tentoonstelling plaats in het Singer Museum Laren, looptijd 26 januari - 6 mei.

## Exposities (selectie)
- 1907 Salon des Indépendents, Parijs
- 1908 Salon des Indépendents, Parijs
- 1911 Stedelijk Museum Amsterdam, Moderne Kunstkring
- 1915 Stedelijk Museum Amsterdam (solo)
- 1920 Stedelijk Museum Amsterdam (met Pablo Picasso en Bernard Essers)
- 1922 Galerie Billet, Parijs (met Piet van Wijngaerdt)
- 1934 Museo Nacional, Barcelona (groepstentoonstelling)

Postuum
- 1952 Prentenkabinet Rijksmuseum, Amsterdam
- 1956 Gemeentemuseum Den Haag, (groepstentoonstelling
- 2006 Oude Kerkje te Kortenhoef, groepstentoonstelling met tijdgenoten (zie: Literatuur)
- 2018 Singer Laren, solotentoonstelling Lodewijk Schelfhout, Nederlands eerste kubist

## Collecties
In Nederland is werk van Schelfhout onder andere te vinden in Museum Kröller-Müller in Otterlo, Museum Catharijneconvent te Utrecht, het Gemeentemuseum Den Haag en het Singer Museum in Laren. In het buitenland is het voornamelijk aanwezig in particuliere collecties en museumdepots.